# Championnat d'Afrique masculin de rink hockey
Le Championnat d'Afrique masculin de rink hockey est une compétition de rink hockey au cours de laquelle s'affrontent les équipes nationales masculines de pays africains. Il a lieu tous les quatre ans et est organisé par la World Skate Africa.

## Palmarès

### Par édition
| Édition | Année | Lieu     | Or     | Argent     | Bronze         |
| ------- | ----- | -------- | ------ | ---------- | -------------- |
| 1       | 2019  | Luanda   | Angola | Mozambique | Égypte         |
| 2       | 2023  | Le Caire | Angola | Égypte     | Afrique du Sud |

### Bilan par nation
| Rang | Équipe         | Or | Argent | Bronze | Total |
| ---- | -------------- | -- | ------ | ------ | ----- |
| 1    | Angola         | 2  | 0      | 0      | 2     |
| 2    | Égypte         | 0  | 1      | 0      | 1     |
| 2    | Mozambique     | 0  | 1      | 0      | 1     |
| 3    | Afrique du Sud | 0  | 0      | 1      | 1     |